# Suárez-Gletscher
Der Suárez-Gletscher (auch bekannt als Petzval-Gletscher) ist ein Gletscher an der Danco-Küste des Grahamlands auf der Antarktischen Halbinsel. Er mündet in die Oscar Cove eine Nebenbucht des Paradise Harbor.
Eine erste Kartierung nahm der schottische Geologe David Ferguson (1857–1936) zwischen 1913 und 1914 vor. Eine erneute Kartierung erfolgte durch die Fünfte Chilenische Antarktisexpedition (1950–1951). Namensgeber ist der Francisco Suárez V., als Einsatzoffizier auf dem Transporter Angamos ein Teilnehmer dieser Forschungsreise. Das UK Antarctic Place-Names Committee benannte ihn dagegen 1960 nach Österreicher Josef Maximilian Petzval (1807–1891), einem Pionier der Fotografie.